# Rostyslav Zaulytjnyi
Rostyslav Zaulytjnyi, född den 6 september 1968 i Lvov, Ukrainska SSR, Sovjetunionen, är en ukrainsk boxare som tog OS-silver i lätt tungviktsboxning 1992 i Barcelona. I finalen förlorade han med 3-8 mot tysken Torsten May. Till följd av Sovjetunionens upplösande fick Zaulytjnyi tävla för Oberoende staters samvälde.